# Marjowo
Marjowo (russisch Марёво) ist ein Dorf (selo) in der Oblast Nowgorod in Russland mit 2297 Einwohnern (Stand 14. Oktober 2010).

## Geographie
Der Ort liegt gut 140 km Luftlinie südsüdöstlich des Oblastverwaltungszentrums Weliki Nowgorod am linken Ufer der Marjowka, die etwa 13 km nordwestlich von rechts in die Pola mündet.
Marjowo ist Verwaltungszentrum des Rajons Marjowski sowie Sitz der Landgemeinde Marjowskoje selskoje posselenije, zu der 24 weitere Dörfer gehören. Von diesen hat nur eines mehr als 100 Einwohner (Lipje 8 km ostnordöstlich, 270 Einwohner), drei haben über 10 Einwohner, 15 unter 10 und fünf keine ständigen Einwohner (Stand 2010).

## Geschichte
Der Ort wurde erstmals im 13. Jahrhundert als Wolost Morjowa in der Republik Nowgorod urkundlich erwähnt. Mit der Ausgliederung des Gouvernements Nowgorod aus dem seit 1710 existierenden Gouvernement Sankt Petersburg 1727 kam er zu dessen Ujesd Staraja Russa, am 7. August 1824 zum neu ausgewiesenen Ujesd Demjansk. In dieser Zeit war das Dorf unbedeutend und Teil der Wolost Moissejewo; das namensgebende Dorf liegt etwa 1,5 km nördlich am rechten Ufer der Marjowka.
Mit Einführung der Rajongliederung im August 1927 kam Marjowo zum Molwotizki rajon mit Sitz im 20 km nordöstlich gelegenen Molwotizy. Im Zweiten Weltkrieg wurde das Gebiet Anfang September 1941 von der deutschen Wehrmacht okkupiert. Marjowo wurde Ende Januar 1942 von der Roten Armee im Rahmen der Kesselschlacht von Demjansk zurückerobert und dabei stark in Mitleidenschaft gezogen, jedoch weniger stark als das lange im Frontbereich befindliche Rajonzentrum Molwotizy. Am 19. Februar 1944 wurde daher der Rajonsitz nach Marjowo verlegt, die Rajonbezeichnung aber zunächst beibehalten.
Am 1. Februar 1963 wurde der Molwotizki rajon vorübergehend aufgelöst und sein Territorium dem Demjanski rajon angeschlossen. Am 30. Dezember 1966 wurde der Rajon unter seinem heutigen Namen, angepasst an den Verwaltungssitz Marjowo, wiederhergestellt.

### Bevölkerungsentwicklung
| Jahr | Einwohner |
| ---- | --------- |
| 1959 | 966       |
| 1970 | 1180      |
| 1979 | 1997      |
| 1989 | 2797      |
| 2002 | 2631      |
| 2010 | 2297      |

Anmerkung: Volkszählungsdaten

## Verkehr
Durch den Ort verläuft die Regionalstraße 49K-0514, die Demjansk an der 49K-17 mit Cholm an der 49K-15 verbindet: über Demjansk besteht Anbindung an die föderale Fernstraße M10 Rossija und in das Oblastzentrum, über Cholm in die südliche Oblast Pskow mit Welikije Luki.
Über Demjansk und die 49K-17 ist auch die per Straße nächstgelegene, knapp 100 km entfernte Bahnstation Ljubniza an der Strecke (Rybinsk –) Bologoje – Pskow zu erreichen.